# Мілош Бикович
Мілош Бикович (серб. Милош Биковић; нар. 13 січня 1988, Белград, СФРЮ) — сербський і російський актор кіно і театру. У Сербії став популярним, виконавши головну роль в історичному фільмі й серіалі «Монтевідео: Божественне бачення». Має сербські кінематографічні нагороди.

## Біографія
Мілош Бикович народився 13 січня 1988 року в Белграді. Закінчив Белградський університет мистецтв (факультет драматичного мистецтва).
Грає в Белградському Національному театрі.
У Росії кар'єра Биковича почалася з участі у фільмі Микити Михалкова «Сонячний удар». Здобув популярність завдяки участі в серіалах «Готель Елеон», «Гранд» і «Крила Імперії», Магомаєв, а також у фільмах «Духless 2», «Балканський рубіж» і «Холоп».

## Особисте життя
З 2016 року Мілош мав стосунки з російською акторкою Аглаєю Тарасовою, вона знімалася в дуеті з Мілошем в фільмі «Лід», 2018 пара розлучилася. З кінця 2018 року Мілош почав зустрічатися з сербською моделлю Барбарою Таталович.
22 грудня 2019 року на питання про особисте життя заявив, що він вільний.
2022 році почав зустрічатися з сербською моделлю Іваною Маліч. 9 січня 2024 в них народився син. 

## Факти
- Першу роботу Мілош отримав у 13 років. Він став ведучим на дитячому телебаченні.
- У 2014 році зрежисував і змонтував, а також знявся в кліпі сербської співачки.
- Є обличчям сербської лінійки одягу «Кадет» від «Кадет-бренд».[9].

## Громадянська позиція
У 2017 році незаконно перебував в окупованому Криму під час зйомок фільму «Балканський рубіж». Фігурант бази даних центру «Миротворець». У серпні 2019 року йому заборонили в'їзд в Україну.

## Погляди
В інтерв'ю заявив, що «Росія рухається своїм шляхом, а світ це сприймає як ворожий процес». Також він описав Європу як таку, де «немає ані демократії, ані людьскої цінності».
Биковича було обрано як автора для третього сезону серіалу «Білий лотос» від HBO, та після широкого суспільного резонансу щодо його проросійської позиції, компанія відмовилися з ним співпрацювати.